# Spiniphora strobli
Spiniphora strobli är en tvåvingeart som först beskrevs av Becker 1901.  Spiniphora strobli ingår i släktet Spiniphora och familjen puckelflugor. Inga underarter finns listade i Catalogue of Life.